# Enoploides paralabiatus
Enoploides paralabiatus is een rondwormensoort uit de familie van de Thoracostomopsidae. De wetenschappelijke naam van de soort is voor het eerst geldig gepubliceerd in 1953 door Wieser.